# Year of the Black Rainbow
Year of the Black Rainbow es el quinto álbum de estudio de la banda estadounidense de rock progresivo Coheed and Cambria. El álbum fue lanzado el 13 de abril de 2010 a través de Columbia Records. El álbum es una precuela de los cuatro álbumes conceptuales anteriores de la banda, que comprenden la narrativa de The Amory Wars. Year of the Black Rainbow marca la única aparición en el estudio del baterista Chris Pennie. Es el último álbum en el que aparece Michael Todd en el bajo.
La banda comenzó a grabar el álbum en 2009. Antes del lanzamiento del álbum, Coheed lanzó dos sencillos, "The Broken" y "Here We Are Juggernaut". El álbum recibió críticas principalmente positivas y alcanzó el puesto número 5 en el Billboard 200 y el número 35 en el UK Albums Chart. La versión de lujo del álbum estuvo acompañada por una novela escrita por el vocalista/guitarrista de la banda, Claudio Sánchez, y el escritor Peter David.

## Lista de canciones
Todas las letras escritas por Claudio Sanchez, toda la música compuesta por Coheed and Cambria excepto "One" y "Pearl of the Stars" de Claudio Sánchez y Atticus Ross. 
| N.º | Título                                | Duración |  |
| 1.  | «One»                                 | 1:54     |  |
| 2.  | «The Broken»                          | 3:53     |  |
| 3.  | «Guns of Summer»                      | 4:47     |  |
| 4.  | «Here We Are Juggernaut»              | 3:44     |  |
| 5.  | «Far»                                 | 4:53     |  |
| 6.  | «This Shattered Symphony»             | 4:25     |  |
| 7.  | «World of Lines»                      | 3:17     |  |
| 8.  | «Made Out of Nothing (All That I Am)» | 4:39     |  |
| 9.  | «Pearl of the Stars»                  | 5:04     |  |
| 10. | «In the Flame of Error»               | 5:27     |  |
| 11. | «When Skeletons Live»                 | 4:17     |  |
| 12. | «The Black Rainbow»                   | 7:34     |  |

| Edición de lujo |                                      |          |  |
| N.º             | Título                               | Duración |  |
| 13.             | «Chamberlain» (demo) (inédito)       | 4:20     |  |
| 14.             | «The Lost Shepherd» (demo) (inedito) | 4:11     |  |

| iTunes edition bonus track |        |          |  |
| N.º                        | Título | Duración |  |
| 15.                        | «Hush» | 4:18     |  |

## Posicionamiento en lista
| Lista (2010)                       | Posición |
| ---------------------------------- | -------- |
| Alemania (Offizielle Top 100)      | 71       |
| Australia (ARIA)                   | 38       |
| Canadá (Billboard Canadian Albums) | 14       |
| Greek Albums (IFPI)                | 46       |
| Reino Unido (UK Albums Chart)      | 35       |
| Estados Unidos (Billboard 200)     | 5        |
| Estados Unidos (Top Rock Albums)   | 2        |

## Créditos
- Claudio Sanchez – vocalista, guitarra
- Travis Stever – guitarra, coros
- Michael Todd – bajo, coros
- Chris Pennie – batería